# Hermann Volrath Hilprecht
Hermann Volrath Hilprecht (født 28. juli 1859 i Anhalt, død 19. marts 1925) var en tysk-amerikansk assyriolog. 
Hilprecht blev Dr. phil. 1883, var 1884-85 professor ved Fridericianum i Davos, 1885-86 repetitør i gammeltestamentlig teologi i Erlangen, kom 1886 til Philadelphia og blev her redaktør af den orientalske afdeling af "Sunday School Times" (indtil 1904); 1887 professor i assyriologi ved universitetet, fulgte 
som assyriolog med den af dette til Babylonien afsendte ekspedition 1888—89.
Han var 1898-1900 leder af dettes fjerde ekspedition, fik 1893 af den tyrkiske regering overdraget hvervet at ordne de af amerikanske ekspeditioner ved Nipur fundne babyöniske oldsager, som var afgivne til museet i Konstantinopel. En stor del af disse oldsager skænkede Sultanen Hilprecht personlig af erkendtlighed for hans fortjenstfulde arbejde. Han gav det igen til universitetsmuseet i Philadelphia.
Hilprecht blev 1895 Dr. theol. der og 1897 Dr. jur. ved Princeton University. Han havde allerede 1883 udgivet Freibrief Nebukadnezars (1883) og var siden en af hovedudgiverne af de mange indskrifter, der blev fundne i Nipur. Hilprecht udgav Old Babylonian Cuneiform Inscriptions Chiefly from Nipur (1893-96); Assyriaca (1894); The Excavations in Assyria and Babylonia 
(1903); Explorations in Bible Lands during XIXth Century (1907); Recent Researches in Bible Lands (1898); med A.T. Clay Business Documents of Marasha (1898). 
Hilprecht var hovedudgiver af The Babylonean Expedition of the University of Pennsylvania, hvoraf henved en snes bind udkom. Han havde en strid med Dr. Peters, der førte til udgivelse af adskillige skrifter, der har megen liden interesse i videnskabelig henseende. Under 1. Verdenskrig opgav Hilprecht sin stilling i Amerika og flyttede til Lausanne. Til hans 25-års doktorjubilæum og 50-års fødselsdag udgav kolleger og venner festskriftet Hilprecht Anniversary Volume, Studies in Assyrology and Archæology (Chicago, Leipzig et cetera 1909).